# Bajkalidy
Bajkalidy – grupa starych fałdowych pasm górskich znajdujących się głównie w okolicach jeziora Bajkał. Zostały one wypiętrzone na skutek ruchów górotwórczych z przełomu proterozoiku i paleozoiku (orogeneza bajkalska). Zalicza się do nich:
- Góry Bajkalskie
- Góry Barguzińskie
- Chamar-Daban
- Góry Ikackie
- Góry Jabłonowe
- Sajan Wschodni
- Góry Stanowe
- Góry Przymorskie
- Góry Borszczowoczne